# Vaxfetknopp
Vaxfetknopp (Sedum treleasei) är en fetbladsväxtart som beskrevs av Joseph Nelson Rose. Sedum treleasei ingår i Fetknoppssläktet som ingår i familjen fetbladsväxter. Inga underarter finns listade i Catalogue of Life.

## Bildgalleri

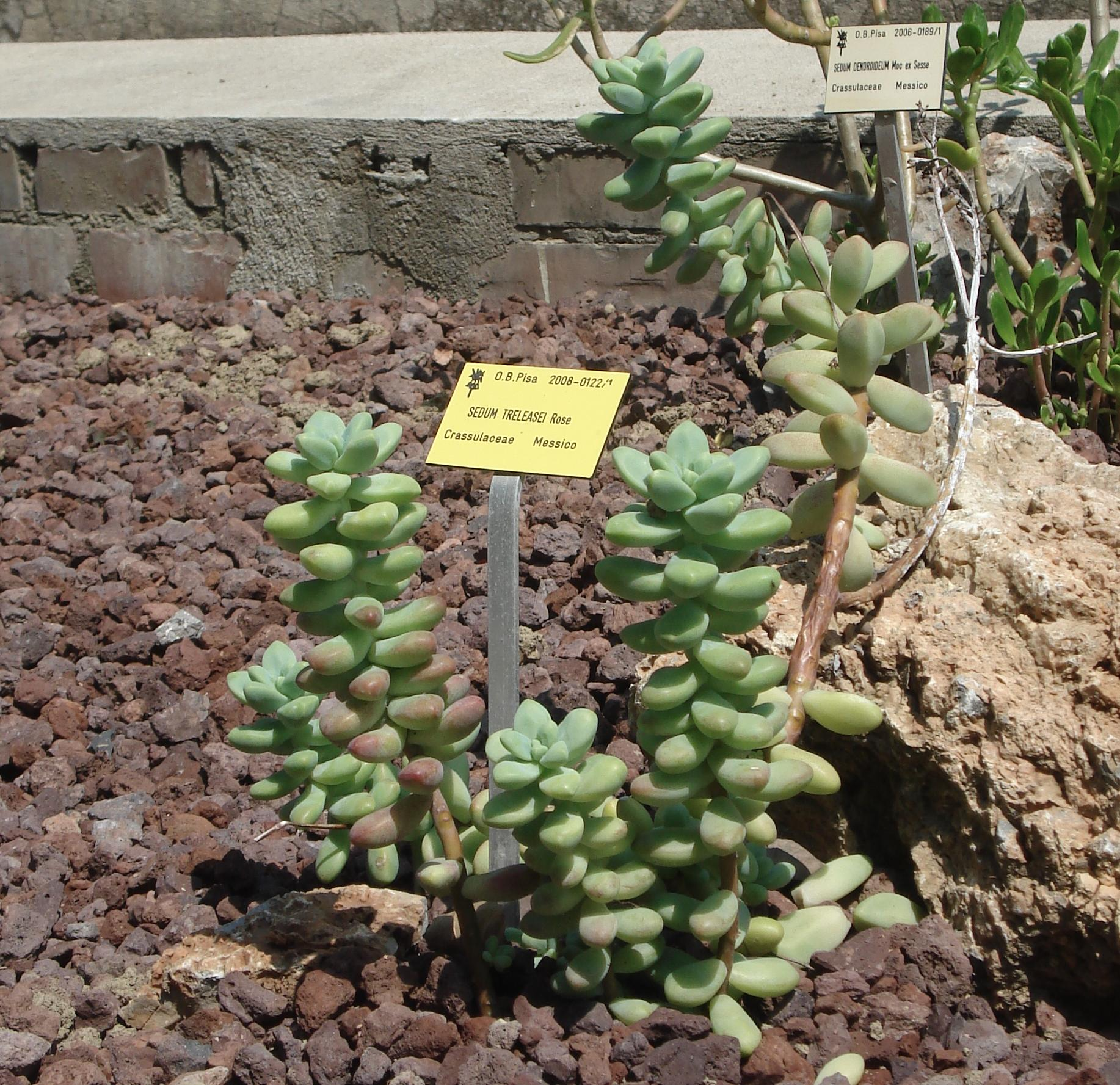